# Metasia fulvilinealis
Metasia fulvilinealis là một loài bướm đêm trong họ Crambidae.